# Conostegia icosandra
Conostegia icosandra är en tvåhjärtbladig växtart som först beskrevs av Olof Swartz och Johan Emanuel Wikström, och fick sitt nu gällande namn av Ignatz Urban. Conostegia icosandra ingår i släktet Conostegia och familjen Melastomataceae. Inga underarter finns listade i Catalogue of Life.